# Ekaterina Golubeva (attrice)
Ekaterina Nikolaevna Golubeva (in russo Екатерина Николаевна Голубева?; pron. /jekatjeˈrina nikaˈlajevna ˈɡwolubjeva/), conosciuta anche come Katja Golubeva o Katerina Golubeva (Leningrado, 9 ottobre 1966 – Parigi, 14 agosto 2011) è stata un'attrice russa con cittadinanza francese, che fu professionalmente in attività a partire dalla metà degli anni ottanta.

## Biografia
Musa di vari registi, tra cui Šarūnas Bartas e Leos Carax, dei quali fu anche compagna nella vita, fu protagonista di vari film russi e francesi d'autore, comparendo spesso senza veli. Tra i film che la videro protagonista, figurano Trys dienos (1991), Pola X ([1999), Twentynine Palms (2003) e L'Intrus (2004).
Vittima di depressione, Ekaterina Golubeva muore a Parigi — probabilmente suicida — il 14 agosto 2011, a soli 44 anni. Le sue esequie ebbero luogo il 20 agosto seguente. È sepolta a Parigi, nel cimitero di Père-Lachaise.

## Filmografia

### Cinema
- Graždanie vselennoj (1984)
- Naučis' tancevat', regia di Leonid Martynjuk (1985)
- Skazka pro vljublennovo maljara (1986) - Katjuša
- Skazka o gromkom barabane (1987)
- Trys dienos, regia di Šarūnas Bartas (1991)
- J'ai pas sommeil, regia di Claire Denis (1994) - Daiga
- Koridorius, regia di Šarūnas Bartas (1995)
- Sur place, regia di Paul Ruven (1996)
- Lontano da Dio e dagli uomini (Mūsų nedaug), regia di Šarūnas Bartas (1996)
- Sans titre, regia di Leos Carax – cortometraggio (1996)
- L'Âme-sœur, regia di Olivier Chrétien – cortometraggio (1999)
- Pola X, regia di Leos Carax (1999)
- Twentynine Palms, regia di Bruno Dumont (2003)
- L'Intrus, regia di Claire Denis (2004)
- Il dit qu'il est mort..., regia di Bertrand Mandico (2006)
- 977, regia di Nikolaj Chomeriki (2006)
- American Widow, regia di C.S. Leigh (2009)
- L'Invention des jours heureux, regia di Sandrine Dumas (2010)
- Kotorogo ne bylo (2011)
- Dom s bašenkoj (2011)

### Televisione
- Rostov-papa – miniserie TV (2001)
- Suite noire – miniserie TV (2009)